# Grimcutty
Grimcutty (bra: O Meme do Mal; prt: Grimcutty: Assassino Implacável) é um filme de terror norte-americano do gênero monstrengo de 2022 escrito e dirigido por John Ross. É estrelado por Sara Wolfkind, Shannyn Sossamon, Usman Ally e Callan Farris. Produzido pela 20th Digital Studio e Capture, foi distribuído nos Estados Unidos pelo Hulu, na América Latina pelo Star+ e internacionalmente pelo Disney+. O filme recebeu em sua maioria avaliações negativas da crítica.

## Sinopse
Uma adolescente deve trabalhar com seu irmão mais novo para parar um meme aterrorizante da internet que acabou "ganhando" vida. O esboço da história é uma referência direta à farsa do Desafio da Momo, um pânico moral da internet que atingiu seu pico em 2019.

## Elenco
- Sara Wolfkind como Asha Chaudhry, filha de Amir e Leah e irmã mais velha de Kamran. Ela é a segunda vítima do Grimcutty.
- Shannyn Sossamon como Leah Chaudhry, esposa de Amir e mãe de Asha e Kamran
- Usman Ally como Amir Chaudhry, marido de Leah e pai de Asha e Kamran
- Callan Farris como Kamran Chaudhry, filho de Amir e Leah e irmão mais novo de Asha. Ele é a terceira vítima do Grimcutty.
- Alona Tal como Melinda Jaynes, mãe de Brandon Jaynes e quem iniciou o post sobre o Grimcutty
- Tate Moore como Cassidy Johnston, a primeira e única comentarista do primeiro vídeo de Asha e a quarta vítima do Grimcutty. Ela sabia sobre o Grimcutty antes de Asha e Kayla.
- Brenda Schmid como Tracy Johnston, mãe de Cassidy
- Kritian Flores como Jackson Martinez
- Joel Ezra Hebner como Grimcutty
- Kayden Alexander Koshelev como Brandon Jaynes, filho de Melinda Jaynes e a primeira vítima do Grimcutty
- Malaya Valenzuela como Emily Litman, filha de Sarah e David e melhor amiga de Asha
- Nanrisa Lee como Sarah Litman, mãe de Emily
- Jeff Meacha como David Litman, pai de Emily
- Kory Mann como Aluno 1 no auditório
- Terry Dexter como Laura
- Shelli Boone como Diretora
- Ryan P. Shrime como Dave Bagilardi
- Justin Jarzombek como Oliver
- Mia Pollini como uma das festeiras da casa de Oliver
- Chrisaane Eastwood como Fran
- Clinton Lowe como Enfermeiro
- Tamara Whatley como Recepcionista
- Olabisi Kovabel como Kayla "Kai"
- John Ross Bowie (participação especial)

## Produção
A produtora Capture produziu e a 20th Digital Studio desenvolveu o filme.

## Lançamento
O filme foi lançado nos Estados Unidos no Hulu, na América Latina pelo Star+ e internacionalmente pelo Disney+ em 10 de outubro de 2022.

## Recepção

### Resposta da crítica
No site agregador de críticas Rotten Tomatoes, o filme tem índice de aprovação de 25% com base em 8 resenhas, com nota média de 3,60/10. 
Yael Tygiel do Collider incluiu Grimcutty na sua lista de "Melhores Filmes no Hulu Agora" e o descreveu como um "filme sombrio e aterrorizante". Mike Mack, do Laughing Place, chamou o filme de "um ótimo conteúdo se você está procurando algo novo", elogiando a história e as atuações do elenco. Sean Shuman do MovieWeb afirmou: "Grimcutty pode não ser um filme perfeito, mas é um resumo interessante de quão rapidamente a desinformação pode causar estragos, mesmo que seja espalhada com boas intenções." Johnny Loftus, do Decider, disse: "É muito longo, e um personagem verificando um telefone ou e-mail nunca será tão atraente de assistir quanto Hollywood deseja. Mas Grimcutty tem um elenco forte a seu favor e provoca alguns arrepios assustadores ao lançar seu principal vilão para agarrar severamente adolescentes em apuros."
Matt Donato, do Paste, deu a Grimcutty uma nota de 5,5 em 10 e disse que o filme "retrocede em um destino esquecível de conto popular cibernético". Shrija Ganguly, da Sportskeeda, afirmou que Grimcutty tem "um bom conteúdo de terror" e elogiou a atuação de Usman Ally, mas afirmou que o filme tem muitas lacunas. Lindsay Traves, da Pajiba, afirmou que o filme "nasceu de uma ideia interessante", mas disse que a execução foi "infelizmente chata". Kyle McWilliams, da Mashable, disse que "os sustos são ofuscados pelo excesso de explicação", escrevendo: "Se o filme confiasse mais em seu público na coleta de produtos temáticos, poderia haver espaço para descobrir horrores ainda mais sombrios nas profundezas da cultura on-line. Em vez disso, a abordagem mastigada e explicativa mata as emoções e a diversão."
Joe Lipsett, do Bloody Disgusting, deu ao filme uma nota 2 de 5 e elogiou o desempenho de Sara Wolfkind, mas chamou o filme de "confuso, completo com lacunas lógicas substanciais, mais de uma atuação mastigada com um cenário enrolativo e um tempo de duração que não é conquistado por seu roteiro relativamente vazio e repetitivo." Brian Costello, da Common Sense Media, deu a Grimcutty uma nota 2 de 5, dizendo que a presença de mensagens positivas é quase inexistente e notando a ausência de modelos positivos nos personagens, chamando o monstro de pateta. Loric C. do Ready Steady Cut deu a Grimcutty uma nota de 1,5 em 5 e considerou o filme uma "oferta fraca para o gênero de terror".